# Tartarus Rupes
Tartarus Rupes es el nombre de una falla geológica sobre la superficie de Marte. Tartarus Rupes está localizada con el sistema de coordenadas centrados en -5.79 grados de latitud Norte y 176.09 grados de longitud Este. El nombre fue aprobado por la Unión Astronómica Internacional en 1988 y hace referencia a Tártaro, abismo de la mitología griega. Tartarus Rupes se continúa hacia el sur con el valle Matrona Vallis.